# Филип VIII (Фалкенщайн)
Филип VIII фон Фалкенщайн (на немски: Philipp VIII von Falkenstein; * сл. 1353, Фалкенщайн; † 21 март 1407) е благородник от фамилията Фалкенщайн, господар на Боланден и замък Фалкенщайн в Пфалц и на господствата Кьонигщайн и Мюнценберг.

## Биография
Той е син на Филип VI фон Фалкенщайн († 1370/1373) и третата му съпруга Агнес фон Фалкенщайн-Мюнценберг († 1380), дъщеря на Филип V фон Фалкенщайн-Боланден († 1365/1343) и Елизабет фон Ханау († 1389). Брат е на Вернер фон Фалкенщайн († 1418), архиепископ и курфюрст на Трир (1388 – 1418). Сестра му Луитгард (Лукарда) фон Фалкенщайн († 1391) се омъжва сл. 1376 г. за Еберхард I фон Епщайн.
Баща му Филип VI е в конфликт с господарите на Райфенберг, които го обсаждат в замъка „Кьонигщайн“, и умира в плен в замъка „Райфенберг“ осем дни по-късно. Филип VIII и братятата му също са пленени, но откупват свободата си с 10 500 гулдена. 

## Фамилия
Филип VIII се жени пр. 16 октомври 1380 г. за Елизабет фон Епенщайн (* ок. 1380; † 1422), дъщеря на Еберхард I фон Епщайн († 1391) и втората му съпруга графиня Агнес фон Насау-Висбаден († 1376), вдовица на граф Вернер IV фон Витгенщайн († 1359), дъщеря на граф Адолф I фон Насау-Висбаден-Идщайн и Маргарета фон Хоенцолерн-Нюрнберг. Те нямат деца.